# Government Accountability Office
| Government Accountability Office             |                               |
| 441 G St., NW Washington, D.C. 20548 gao.gov |                               |
| Criação                                      | 1 de julho de 1921 (103 anos) |
| Atual ministro                               | Eugene Louis Dodaro           |
| Orçamento                                    | US$ 637 milhões (2019)        |

O Government Accountability Office (GAO), antigo General Accounting Office é o órgão do Poder Legislativo dos Estados Unidos da América responsável por serviços para o Congresso de auditoria, avaliações e investigações das contas públicas do governo dos Estados Unidos. Foi criado em 1921. 
No Brasil, seria um órgão com objetivos similares ao Tribunal de Contas da União (TCU), órgão também ligado ao poder legislativo.